# کوزه‌شیپوری‌ها
کوزه‌شیپوری‌ها (نام علمی: Sarracenia) نام یک سرده از رده دولپه‌ای‌ها است.